# Смоленский трамвай
Смоле́нский трамвай — трамвайная система города Смоленска. Эксплуатацией занимается Смоленское муниципальное унитарное трамвайно-троллейбусное предприятие (СМУ ТТП).
Движение было открыто 20 октября 1901 года и два раза останавливалось: с 1919 по 1922 год из-за Гражданской войны и с 15 июля 1941 года до 6 ноября 1947 года из-за Великой Отечественной войны.
В середине 1990-х годов в трамвайной сети действовало до 14 маршрутов. В 2000-2010-х гг. произошло сокращение системы, было закрыто несколько важных участков (в том числе, на центральной улице города — Большой Советской). В настоящее время в Смоленске действует 4 маршрута трамвая.

## История

### 1901—1947
26 марта 1898 года Постановлением Смоленской городской Думы строительство электрической станции для освещения и электрической железной городской дороги было предоставлено на концессионных правах Электрическому обществу «Унион».
Смоленская городская управа отвела участок для строительства трамвайного управления на левом берегу Днепра, за крепостной стеной, ниже Армянской улицы (ныне улица Соболева). Необходимо было построить электростанцию, трамвайное депо, трамвайные пути, установить опоры, подвесить контактный провод, установить стрелочные переводы, перепланировать ряд улиц, по которым пройдет трамвай, сделать проходы в крепостной стене возле Никольской и Молоховской башен. Строительные работы велись достаточно быстро. Рабочих набирали по всей России. Работы велись одновременно на всех объектах с утра до позднего вечера, а платили всего 65 копеек в день.
За этот период в Смоленске было построено два участка трамвайных путей. Длина трамвайного одноколейного пути составила 6 вёрст, или 6,39 км.
Вагоны фирмы «Унион» были несовершенны. Это был маленький вагончик на 30 пассажиров, и ходивший по узкоколейному пути челночным способом.
Для трамвайных вагонов общество построило депо на 5 вагонов и 2 места для текущего ремонта. Работы велись быстро, с марта 1898 года по август 1901 года.
Трамвайное движение было открыто 7 (20) октября 1901 года.
С открытием трамвайного движения были проложены рельсы вокруг северной и западной стороны парка Блонье. Трамвайные пути проходили по Пушкинской улице (ныне ул. Ленина) между садом и зданиями присутственных мест и поворачивали на Ильинскую улицу (ныне ул. Октябрьской революции), и далее шли через губернаторский пролом на Энгельгардтовскую улицу (ныне ул. Дзержинского).
С первого дня работы вагоны курсировали по двум маршрутам: «Вокзал» — «Никольские ворота» («Офицерская слобода») и «Вокзал» — «Губернаторский пролом». Первое депо трамвая с момента открытия и до 1960-х годов находилось на левом берегу Днепра.
С 1 октября 1903 года началось движение трамваев по Молоховской площади, для чего была устроена арка в крепостной стене. Последний трамвай с площади отходил в 9 часов вечера. На основании Постановления городской Думы от 31 октября 1903 года плата за проезд была установлена по 5 копеек с каждого человека за один перегон, кроме чинов полиции. Учащиеся в учебных заведениях, если они в форменной одежде или с установленными для этих заведений знаками, платили за каждый перегон по 3 копейки. Поэтому плата в 5 копеек была высокой и делала трамвай отнюдь не массовым и демократическим видом транспорта. Кроме того, «зайцем», без билета, проехать было невозможно, так как в каждом вагоне работал кондуктор. Город был не велик, трамваи были не очень переполнены и «штурмом» не брались.
Работа вагоновожатых и кондукторов была тяжелой, так как площадки были открытыми, в осеннюю и зимнюю стужу было холодно. До 1914 года в Смоленском трамвае работали только мужчины, а когда началась война и мужчин стали призывать в царскую армию, на работу начали принимать женщин. Первая женщина -водитель трамвая, принятая на работу в 1914 году, — Баненкова Олимпиада Ивановна — проработала в Смоленском трамвае более 40 лет. Первые водители трамвая: Алексей Михайлович Холстинников, Андрей Данилович Хведченя, Федор Андреевич Купреев, старший мастер депо Алексей Иванович Демьянов, кондуктор Ирина Прохоровна Холстинникова — внесли большой вклад в развитие Смоленского трамвая.
В 1922 году приступили к восстановлению трамвая и в 1923 году было запущено движение по основной линии Вокзал —— Красноармейская слобода.
Информация о работе трамвая в 1924—1925 годах: протяжённость пути та же — 6,39 км, выпуск вагонов на линию — 6 единиц, резерв вагонов — 3 единицы, в ремонте — 5 единиц. Среднесуточная продолжительность работы вагона — 17,1 часа, средняя скорость движения — 9,5 км/час.
В 1928 году была восстановлена линия в Слободу Коминтерна.
В 1930-х годах протяжённость трамвайных линий значительно возросла, на многих участках были уложены вторые пути. По состоянию на 1936 год, имелось 22 вагона, протяжённость пути составляла 13 километров.
Пассажиропоток в 1931 году составил 10,7 миллионов человек (112,4 поездки за год на одного жителя).

### С 1947 года
После войны, ввиду сильных разрушений в хозяйстве и стандартизации было решено перешить узкую колею на широкую. Соответственно, были закуплены новые вагоны, старые отставлены от эксплуатации. Уже в 1944 году для открытия движения на широкой колее прибыли 3 поезда Х+М. В течение 1947—1950-х годов пришёл 21 вагон модели Ф из Москвы и 5 МС из Ленинграда. Все эти вагоны были, естественно, подержанными. С ноября 1951 года стали поступать массово МТВ-82. Привезенные из других городов вагоны пробыли не так долго в эксплуатации: прицепные М были переданы в 1954 году в другой город, МС были списаны в 1957 году, к 1962 году отказались от использования московских Ф, точный год списания вагонов Х неизвестен, но скорее всего они перестали выходить на улицы Смоленска в начале 1960-х годов.
К 20.10.1951 протяжённость трамвайных путей в одноколейном исчислении составила 18,3 км. На всех маршрутах работало 22 вагона. В 1959 году проложен 2-й путь длиной 4,4 км по пр. Гагарина. Ежедневно на линию выходило порядка 24—26 вагонов. С 1956 по 1960 год перевезено 124,3 млн чел.
Новое депо на 50 единиц подвижного состава сооружалось несколько лет и введено в строй в 1963 году.
В 1964 году велось строительство линии в микрорайон Поповка. Позднее линия длиной в 7,7 км пущена в эксплуатацию. На середину 1960-х годов имелось 5 маршрутов, причем один из них был открыт совсем недавно и ещё один — № 4 — продлён после реконструкции трамвайных путей от ост. Медгородок до ост. клуба ВОС и устройства 2-х путей до Рославльского кольца (4,6 км). Выпуск вагонов к 1964 году был 35 единиц. С 1961 по 1965 год перевезено 168,8 млн чел. В 1966 году поступили первые рижские вагоны РВЗ-6. Однако, они были достаточно недоработанными и приносили много проблем в эксплуатации по сравнению с МТВ-82. Достоверно известно, что в 1965 году в Смоленск пришли 21 шт. подержанных широколобых МТВ-82. Уже к началу семидесятых годов они были списаны. Протяжённость трамвайных путей с 1960 по 1970-е годы возросла с 19,4 км до 41,1 км. В те же годы введено бескондукторное обслуживание, как и в других городах СССР. Стоимость проезда — 3 коп. Единственным типом используемых в 1970—1980-е годы в Смоленске вагонов стал РВЗ-6М2.
В октябре 1971 года введена в эксплуатацию пристройка депо с четырьмя закрытыми местами для осмотра вагонов. В 1972 году построены 4 км о.п. по ул. Нахимова и ул. Багратиона. Протяжённость эксплуатационных одиночных путей — 45,12 км, пассажирских — 41 км. Протяжённость маршрутов составила 87,3 км. В 1972 году получено 15 вагонов, общее же число трамваев достигло 75 единиц. В 1976 году было реконструировано депо до 100 вагонов, поступило в город 27 вагонов. Общее число вагонов достигло уровня 91 единиц. В 1977 году поступило 37 трамваев. В 1979 году открыта диспетчерская на ул. Желябова. В 1977—1979 годах протяжённость эксплуатационных о.п. составило 47,6 км. Протяжённость маршрутов была до 136,4 км. Шла реконструкция 14,6 км о.п., капитально ремонтировалось 15 км трамвайных путей.
В 1983 году была открыта линия по ул. Рыленкова и к/ст «ул. П. Алексеева» длиной 3,2 км и соответственно изменен маршрут трамвая № 5. Протяжённость маршрутов в те годы была порядка 160,3 км, число трамваев − 107 единиц РВЗ-6М2, многие из них постоянно эксплуатировались сцепленными попарно. Численность работников предприятия составила 659 чел., в том числе — 536 рабочих. За 10-ю пятилетку перевезено 345,6 млн чел., доход составил 8 979 800 000 руб. В 1989 году Смоленский трамвай достиг пиковой точки своего развития — 6 ноября была открыта линия значительной протяжённости, вдоль улицы Маршала Еременко от к/ст. «Авиазавод» до новой к/ст. «Ситники». В 1980-х годах выпуск вагонов на линию составлял примерно 120 вагонов РВЗ-6М2. Следует отметить, что этих успехов предприятие достигло под руководством Шульги Валерия Ивановича, который руководил предприятием с 1985 по 1991 год.
В 1987—1989 годах в Смоленск было поставлено около 50-ти 71-605, в 1990—1992 годах — более 20-ти 71-605А. В связи с прибытием партии 71-605 и 71-605А стали постепенно отказываться от эксплуатации изношенных временем и тяжелым профилем пути (который присущ городу ввиду холмистости) РВЗ-6М2.

## Новейшее время
В 1993—1994 годах прибыли 17 вагонов 71-608К. В 1995 году поставлено всего лишь 2 вагона 71-608КМ, в 1996 году — ни одного, в 1997 году — вновь только 2 вагона 71-608КМ, в 1998 и 1999 годах — соответственно по 2 вагона ЛМ-93, в 2000 году — ещё 1, последний 71-608КМ.
В 1999—2000 году был отставлен от работы последний РВЗ-6М2 с № 87, на котором долгое время работала старейший работник парка Короткова Е. Н.
В 2001 исполнилось 100 лет с открытия трамвая в Смоленске. К этому событию закуплены 2 новеньких трамвая ЛМ-99 и выпущена книга «Народный транспорт». Это была последняя поставка вагонов в город (исключая 2010 год), с тех пор до сентября 2010 года трамвайный парк города не обновлялся.
10 мая 2001 года была закрыта линия на главной магистрали города — Большой Советской улице, и однопутная линия на улицах Тухачевского и Исаковского.
На сегодняшний день подвижной состав сильно изношен. В 2009 году был заменен 900-метровый отрезок рельсов на ул. Смольянинова. На 2009 год выпуск вагонов на линию составил 57 единиц. В качестве решения назревших проблем было решено поднять проезд с 7 до 10 рублей, что и сделано в ноябре этого же года (в сентябре 2012 года плату за проезд подняли до 12 рублей, в апреле 2014 года — до 14 рублей). В ремонтный сезон 2010 года произведён капитальный ремонт путей на улицах Рыленкова, Румянцева, 25-го Сентября, тогда как износ путей в Заднепровском районе и в центре, по ул. Николаева остался обделен вниманием.
В 2010 году в рамках подготовки к 1150-летию города (2013) в трамвайном вопросе наметились положительные изменения. 30 августа 2010 года прибыл первый из десяти закупленных новых полунизкопольных трамваев 71-623.. К концу ноября 2010 года в Смоленске перевозят пассажиров уже 10 трамваев этого типа.
С 13 октября 2010 года закрылось движение трамваев по проспекту Гагарина от перекрёстка с улицей Николаева до кольца у областной больницы. В планах администрации города компенсировать потери, открыв на этом отрезке пути троллейбусное движение, но только после капитального ремонта дорожного покрытия, что едва ли поспособствует растущим пробкам по обозначенным улицам. Через две недели после закрытия трамвайного маршрута № 3 вместо него был пущен автобусный маршрут № 50, что несколько разрядило обстановку на этом направлении. В конце декабря 2010 года пущен автобусный маршрут № 51, частично повторяющий прежний трамвайный маршрут № 1. Вместе с этим сократилось и количество трамваев, идущих в сторону «Ситников». 
В 2016 году приобретены 10 б/у трамвайных вагонов модели 71-608КМ у Москвы. 
В 2018 году приобретены 20 б/у трамвайных вагонов модели 71-619 у Москвы.  
По состоянию на 2023 год в Смоленске действует 4 трамвайных маршрута, выпуск по будням составляет примерно 35 вагонов. Стоимость проезда с 1.01.2022 г. составляет 25 рублей при оплате наличными и 23 рубля при оплате картой.
В период с декабря 2014 по сентябрь 2023 были оставлены от работы и впоследствии стали донорами запчастей вагоны 71-623, 71-619 и АКСМ 62103: 239, 249 (с 06.2016), 236 (с 12.2018), 254 (АКСМ 62103, с 05.2018), 241 (с 2021), 266 (с 2021) и 246 (с 09.2023). Данные вагоны не выходят на линию и почти все разобраны. А также сняты пантографы со всех кроме 254 и 266. 

## Маршруты[4]
| №        | Трасса                                         | Примечание |
| -------- | ---------------------------------------------- | --- |
| Открытые |                                                | |
| 1        | Полиграфкомбинат — Улица Багратиона            | |
| 2        | Улица Петра Алексеева — Улица Багратиона       | |
| 3        | Рославльское кольцо — Железнодорожный вокзал   | |
| 4        | Улица Петра Алексеева — Улица Маршала Ерёменко | С заездом на кольцо на центральном перроне железнодорожного вокзала в зависимости от расписания движения «Ласточек». |
| Закрыты  |                                                | |
| 2к       | Улица Петра Алексеева — Рославльское кольцо    | Закрыт по причине нерентабельности.                                                                                  |
| 5(1)     | Полиграфкомбинат — Улица Багратиона            | Закрыт из-за снятия трамвайных путей на Большой Советской улице, частично заменён трамваем №1                        |
| 6        | Рославльское кольцо — Микрорайон Ситники       | Закрыт из-за снятия трамвайных путей на Большой Советской улице.                                                     |
| 7        | Улица Петра Алексеева — Железнодорожный вокзал | Закрыт из-за снятия трамвайных путей на Большой Советской улице.                                                     |
| 8(2)     | Улица Петра Алексеева — Улица Багратиона       | Закрыт из-за снятия трамвайных путей на Большой Советской улице, а также заменён трамваем №2.                        |
| 9        | Улица Петра Алексеева — Кольцо Гагарина        | Закрыт из-за снятия трамвайных путей в сторону кольца Гагарина.                                                      |
| 10       | Полиграфкомбинат — Улица Тухачевского          | Закрыт из-за снятия трамвайных путей на Большой Советской улице, а также из-за нерентабельности.                     |
| 11       | Улица Петра Алексеева — Улица Тухачевского     | Закрыт из-за снятия трамвайных путей на Большой Советской улице, а также из-за нерентабельности.                     |
| 12       | Улица Кашена — Микрорайон Ситники              | Закрыт из-за нерентабельности.                                                                                       |

## Подвижной состав
| Модель         | 2007 | 2010 | 2011 | 2012 | 2015 | 2016 | 2018 | 2021 | 2022 | 2024 |
| -------------- | ---- | ---- | ---- | ---- | ---- | ---- | ---- | ---- | ---- | ---- |
| 71-605         | 55   | 41   | 31   | 28   | 23   | 21   | 15   | 4    | 4    | 1    |
| 71-608К        | 14   | 14   | 14   | 14   | 13   | 13   | 12   | 8    | 3    | 3    |
| 71-608КМ       | 5    | 5    | 5    | 5    | 5    | 15   | 15   | 15   | 15   | 15   |
| ЛМ-93          | 4    | 4    | 4    | 3    | 3    | 3    | 2    | —    | —    | —    |
| ЛМ-99К         | 2    | 2    | 2    | 2    | 2    | 2    | 1    | 1    | 1    | —    |
| 71-619         | —    | —    | —    | —    | —    | —    | 20   | 19   | 19   | 19   |
| 71-623         | —    | 10   | 19   | 19   | 18   | 17   | 16   | 14   | 12   | 11   |
| АКСМ-62103     | —    | —    | —    | 2    | 2    | 2    | 2    | 2    | 2    | 1    |
| Всего линейных | 80   | 76   | 77   | 73   | 67   | 75   | 86   | 70   | 65   | 59   |

## Статистические данные

### Дореволюционный период
| Год / данные                                           | 1908 | 1909 | 1910 | 1911 | 1912 | 1913 | 1914 | 1915 |
| ------------------------------------------------------ | ---- | ---- | ---- | ---- | ---- | ---- | ---- | ---- |
| Протяжённость эксплуатационного пути в о.п. исчислении | ?    | ?    | ?    | ?    | ?    | ?    | 7    | ?    |
| Число пассажирских вагонов, ед.                        | ?    | ?    | ?    | ?    | ?    | ?    | 18   | ?    |
| Перевезено пассажиров, млн. чел.                       | 2,1  | 2,0  | 2,2  | 2,3  | 2,4  | 2,5  | 2,9  | 3,2  |

### Советский период
| Год / данные                                           | 1922 | 1925 | 1930 | 1931 | 1932 | 1933 | 1935 | 1940 | 1950 | 1960 | 1965 | 1970 | 1975 | 1976 | 1977 | 1978 | 1979 | 1980 | 1981 | 1982 | 1988  | 1990 |
| ------------------------------------------------------ | ---- | ---- | ---- | ---- | ---- | ---- | ---- | ---- | ---- | ---- | ---- | ---- | ---- | ---- | ---- | ---- | ---- | ---- | ---- | ---- | ----- | ---- |
| Протяжённость эксплуатационного пути в о.п. исчислении | ?    | 7,4  | 13,2 | 13,5 | 14,5 | 16,3 | 18,2 | 20,2 | 18,6 | 25,8 | 37,6 | 41,1 | 43,3 | 47,6 | 47,6 | 47,6 | 47,6 | 46,5 | 46,7 | 46,7 | 50,6  | 57   |
| Число пассажирских вагонов, ед.                        | 17   | 14   | 17   | 25   | 20   | 22   | 17   | 22   | 25   | 32   | 63   | 86   | 73   | 91   | 100  | 105  | 105  | 108  | 104  | 106  | 131   | 123  |
| Перевезено пассажиров, млн. чел.                       | ?    | ?    | 7,3  | 10,7 | 7,7  | 4,6  | 8,09 | 17,2 | 13,1 | 26,4 | 42,2 | 45,7 | 57,6 | 58,1 | 52,4 | 56,7 | 64,8 | 65,0 | 66,0 | 66,7 | 81,37 | 69   |

### Постсоветский период
| Год / данные                                           | 1995 | 2000 | 2001 | 2002 | 2003  | 2004  | 2005 | 2006 | 2007 | 2008 | 2009 | 2010  | 2011  | 2012  | 2013 | 2014 | 2015 | 2016 | 2017 | 2018 | 2019 | 2020 | 2021 | 2022 |
| ------------------------------------------------------ | ---- | ---- | ---- | ---- | ----- | ----- | ---- | ---- | ---- | ---- | ---- | ----- | ----- | ----- | ---- | ---- | ---- | ---- | ---- | ---- | ---- | ---- | ---- | ---- |
| Протяжённость эксплуатационного пути в о.п. исчислении | 57   | 57   | 51,3 | 51,3 | 51,3  | 51,3  | 51,3 | 51,3 | 51,3 | 51,3 | 51,3 | 47,7? | 47,7? | 47,7? | 46   | 40,7 | 40,7 | 40,7 | 40,7 | 40,7 | 40,7 | 40,7 | 40,7 | 40,7 |
| Число пассажирских вагонов, ед.                        | 100  | 88   | 90   | 91   | 91    | 80    | 80   | 80   | 80   | 78   | 72   | 76    | 75    | 71    | 69   | 67   | 67   | 75   |      | 81   |      |      | 70   | 65   |
| Перевезено пассажиров, млн. чел.                       | 50,4 | 77,7 | 75,7 | 70,7 | 127,6 | 113,1 | 58,0 | 35,8 | 29,9 | 25,2 | 23   | 18,4  | 18,7  | 15,9  | 15,3 | 14,6 | 13,1 | 12,0 | 11,2 | 11,0 | 9,7  | 4,9  | 8,4  | 8,7  |